# Simple Things (album de Zero 7)
Pour les articles homonymes, voir Simple Things.
 (avril 2021).
Si vous disposez d'ouvrages ou d'articles de référence ou si vous connaissez des sites web de qualité traitant du thème abordé ici, merci de compléter l'article en donnant les références utiles à sa vérifiabilité et en les liant à la section « Notes et références ».
Albums de Zero 7
EP 2
(2000) Another Late Night : Zero 7
(2002)
Simple Things est le premier album du groupe de trip hop Zero 7, sorti le 23 avril 2001.
L'album a bénéficié de la participation des chanteurs Sia Furler (pour les titres Destiny (en) et Distractions), Mozez (en) (pour I Have Seen, Simple Things et This World) et Sophie Barker (pour Destiny, In The Waiting Line et Spinning).

## Liste des titres
1. I Have Seen - 5:07
2. Polaris - 4:48
3. Destiny - 5:38
4. Give It Away - 5:17
5. Simple Things - 4:24
6. Red Dust - 5:40
7. Distractions - 5:16
8. In the Waiting Line - 4:35
9. Out of Town - 4:48
10. This World - 5:37
11. Likufanele - 6:24
12. End Theme - 3:38

Titres bonus sur l'édition américaine :
1. Salt Water Sound - 5:30
2. Spinning - 6:03